# O Dilema
The Dilemma (bra/prt: O Dilema), primeiramente conhecido como Cheaters e What You Don't Know, é um filme americano estrelado por Vince Vaughn e Kevin James. O filme é dirigido por Ron Howard.
Foi filmado inteiramente em Chicago, Illinois. The Dilemma foi lançado pela Universal Pictures nos Estados Unidos e no Canadá em 14 de janeiro de 2011, a maioria dos comentários dos críticos foi fraca e teve um desempenho inferior na bilheteria, apenas empatando com o seu orçamento de 70 milhões de dólares.

## Sinopse
Ronny (Vince Vaughn ) e Nick (Kevin James) são os melhores amigos e parceiros em uma pequena firma de design de automóveis. Ronny está em um relacionamento de longo prazo com sua namorada Beth (Jennifer Connelly), enquanto Nick é casado com  Genebra (Winona Ryder) . Os dois foram recentemente dada a oportunidade para lançar um carro ecológicamente correto para Dodge.
Enquanto está em um jardim botânico planejando uma maneira de propor casamento a Beth, Ronny vê Geneva beijando um homem chamado Zip (Channing Tatum). Ele chega em casa chateado, mas mente a Beth sobre o que viu, fazendo com que ela se preocupe que o estresse do trabalho estar causando uma recorrência de vício de jogo de Ronny.
Ronny pensa em como informar Nick sobre a infidelidade de Genebra, mas volta atrás depois de Nick expressar seu estresse sobre o seu trabalho. Ele se encontra com Genebra, que promete que o caso acabou e que ela vai dizer a Nick assim que o grande projeto estiver concluído. No entanto, Ronny, posteriormente, descobre que ela e Zip continuam seu relacionamento. Genebra, em seguida, ameaça acusar Ronny de bater nela e dizer a Nick sobre um caso que teve na faculdade .
Ronny segue Genebra para a casa de Zip e fotografa os dois juntos, mas fica preso dentro e perde festa de aniversário de seus sogros. Comportamento cada vez mais errático de Ronny leva seus amigos a pensar que ele começou a jogar novamente. Eles detêm uma intervenção para ele, mas Ronny explica a verdade por trás de suas ações e Genebra admite o caso. Mais tarde, Nick e Ronny ter seu projeto aceito por Dodge e Ronny propõe casamento a Beth.

## Elenco
- Estúdio: Audiocorp (RJ)
- Mídia: Blu-ray / DVD / TV Paga (Telecine Pipoca) / Televisão (Record)
- Direção: Paulo Vignolo
- Tradução: Cláudio Coelho[carece de fontes?]

| Personagem                | Ator / Atriz        | Dublagem [carece de fontes?] |
| ------------------------- | ------------------- | ---------------------------- |
| Ronny Valentine           | Vince Vaughn        | Alexandre Moreno             |
| Nick Brannen              | Kevin James         | Marcelo Torreão              |
| Beth                      | Jennifer Connelly   | Priscila Amorim              |
| Geneva                    | Winona Ryder        | Miriam Ficher                |
| Zip                       | Channing Tatum      | Marcos Souza                 |
| Susan Warner              | Queen Latifah       | Mônica Rossi                 |
| Diane Popovich            | Amy Morton          | Lina Rossana                 |
| Thomas Fern               | Chelcie Ross        | Alfredo Martins              |
| Felix                     | Eduardo N. Martínez | Renan Freitas                |
| Burt                      | Rance Howard        | Pietro Mário                 |
| Herbert Trimpy            | Clint Howard        | Leonel Abrantes              |
| Saul                      | Guy Van Swearingen  | Renato Rosenberg             |
| Dr. Rosenstone            | Troy West           | Carlos Seidl                 |
| Prima Betty               | Grace Rex           | Andrea Suhett                |
| Primo James               | Mike McNamara       | Duda Espinoza                |
| Médico do Jardim Botânico | Sandy Marshall      | Renato Rosenberg             |
| Cliente do Banco          | Keith Kupferer      | Mário Tupinambá              |
| Cliente do Banco          | Kevin Bigley        | Marcelo Garcia               |
| Cliente do Banco          | Christina Anthony   | Maíra Góes                   |

Jennifer Garner desistiu do papel de Beth e foi substituida por Jennifer Conelly. Para o papel de Geneva, Kate Beckinsale, Carla Gugino e Uma Thurman foram candidatas, mas Winona Ryder ganhou após também ser testada.

## Produção
O Dilema é dirigido por Ron Howard e escrito por Allan Loeb. O filme foi o primeiro filme de comédia de Howard desde que ele dirigiu EDtv em 1999. O filme foi anunciado pela primeira vez em janeiro de 2010 como um projeto sem título quando o ator Vince Vaughn assinou contrato para um papel de protagonista. A premissa foi concebido pelo produtor Brian Grazer, parceiro de produção de Howard da Imagine Entertainment; Loeb escreveu o roteiro. O ator Kevin James foi escalado ao lado de Vaughn em fevereiro. O filme continua "o interesse de Vaughn em abordar as áreas escuras de relacionamentos", seguindo The Break-Up (2006) e Couples Retreat (2009). Os momentos mais escuros do último filme foram omitidos da edição final.
Com um orçamento de 70 milhões de dólares, filmagens ocorreram inteiramente em Chicago, Illinois, a partir de finais de maio de 2010 a meados de agosto de 2010. O filme, que foi chamado de Cheaters e What You Don't Know durante a produção, foi finalmente intitulado The Dilemma pela Universal.

## Controvérsia do trailer
Quando a Universal lançou o trailer de The Dilemma, o estúdio chamou reclamações sobre o uso pejorativo de "gay" em linha de Vaughn na cena de abertura do trailer, " Os carros elétricos são gays. Quer dizer, não gay homossexual, mas os meus pais-estão-acompanhando-a-dança gay". Universal disse que contatou a Gay & Lesbian Alliance Against Defamation (GLAAD) sobre a fala antes do trailer ser lançado, e GLAAD disse que o passo indicado o estúdio sabia que a fala era problemática. Universal recebeu reclamações quando o trailer apareceu on-line antes dos cinemas, e o estúdio procurou trabalhar com GLAAD para preparar um novo trailer. Antes da ação ser tomada, a fala foi criticado publicamente pela primeira vez pelo jornalista Anderson Cooper em uma história sobre o bullying gay em seu programa Anderson Cooper 360°. Universal e GLAAD contestaram acções uns dos outros em relação a solução, e GLAAD solicitou que o trailer fosse removido e para a fala ser removida a partir do próprio filme. Em última análise, o estúdio lançou um novo trailer, sem a fala ofensiva. Universal deferido para Howard, que teve o privilégio do corte final, para decidir sobre a remoção da fala do filme, e o diretor optou por mantê-lo. Howard apoiou a remoção da fala da publicidade, mas ele justificou sua decisão de mantê-lo no filme, dizendo: "Se contadores de histórias, comediantes, atores e artistas estão fortemente armados em fazer mudanças criativas, vai colocar em risco a comédia como entretenimento e um provocador do pensamento."

## Lançamento

### Cinema
The Dilemma teve sua estréia mundial em Chicago, em 6 de janeiro de 2011. O filme foi lançado comercialmente em 2,940 cinemas nos Estados Unidos e Canadá em 14 de janeiro de 2011. O filme arrecadou em um total de quatro dias $20,5 milhões no feriado do Dia de Martin Luther King no fim de semana, ficando em segundo lugar nas bilheterias após a abertura de The Green Hornet. Antes da liberação de The Dilemma, a Variety informou que enquanto com The Green Hornet seria para atrair os jovens, The Dilemma era atrair pessoas de 25 anos para acima. Universal esperava que o filme faturasse na casa dos milhões por meio dos adolescentes. Saída de votação mostrou que 60% do público era do sexo feminino e que 58% tinham 30 anos de idade e para cima. De acordo com CinemaScore, o público deu ao filme uma nota "B". Enquanto o público adulto em geral evitam fins de semana de abertura dos filmes, The Dilemma realizado acima das expectativas do estúdio. The Dilemma também abriu em quatro territórios fora dos Estados Unidos e do Canadá, arrecadando $1.8 milhões. A abertura do filme na Austrália arrecadou $1.4 milhões, apesar de inundações em Queensland e em Vitória afetarem 14% dos cinemas da região.
A abertura de The Dilemma foi uma baixa relativa para as estrelas do filme. Filmes anteriores de Vaughn Couples Retreat (2009) e Four Christmases (2008) arrecadaram o dobro do montante de The Dilemma em seus fins de semana de abertura. James tinha aparecido em Grown Ups (2010) e Paul Blart: Mall Cop (2009), os quais também tiveram aberturas mais fortes. De acordo com a Box Office Mojo, The Dilemma foi fracamente anunciado, especialmente em comparação com The Green Hornet. Ele relatou: "Pisque-e-você-perde os anúncios de televisão que não conseguiram transmitir a premissa ou fornecer risos. Premissa de The Dilemma de um homem aprendendo que a esposa de seu amigo está o traindo e debatendo se a dizer ao amigo ou não, não era muito de um dilema, e ele não era tão comicamente cobrado como outras comédias de relacionamento de Vaughn."
O filme arrecadou 48,4 milhões de dólares nos Estados Unidos e Canadá e 21,7 milhões em outros territórios para um total mundial de 70,2 milhões de dólares.

### Resposta da crítica
O Dilema recebeu críticas pobres dos críticos em Rotten Tomatoes dá ao filme uma pontuação de 24% com base em opiniões de 156 críticos e relata uma avaliação média de 4,3 em 10. Metacritic dá ao filme uma pontuação de 46% com base em comentários de 32 críticos. Rotten Tomatoes relatou o consenso "Possui um elenco simpático e uma premissa interessante, mas The Dilemma não pode decidir o que fazer com eles; O resultado é uma mistura ímpar de pastelão extravagante e surpreendentemente comédia de humor negro"

### Home media
O DVD e Blu-ray foi lançado em 3 de maio de 2011, nos Estados Unidos. Ele fez 6 521 426 dólares em vendas de DVD.
No Brasil, foi lançado diretamente em vídeo.